# エジプト・トルコ戦争
エジプト・トルコ戦争（エジプト・トルコせんそう）は、1831年～1833年と1839年～1840年の2度に渡り、エジプトとオスマン帝国（トルコ）との間で行われた戦争のこと。エジプト事件（エジプトじけん）ともいう。
不凍港を求めて南下政策を進めるニコライ1世支配下のロシア帝国とそれに対抗するイギリスなど、当時のヨーロッパ列強諸国が介入した国際紛争でもあり、東方問題の事件の一つとして位置づけられる。

## 戦争の背景
1798年にナポレオンの遠征フランス軍によりエジプトが占領されたが、イギリスとオスマン帝国の連合軍により撃退され、オスマン帝国の主権が回復した。しかしこの混乱に乗じてオスマン帝国軍アルバニア人傭兵のムハンマド・アリーが実力によりエジプトを支配し、翌1806年にオスマン帝国よりエジプト太守（パシャ）の地位を獲得した。彼はフランスの援助の下に「上からの改革」によってエジプトの近代化を強力に推し進めた。彼はオスマン帝国からの要請に基づいてアラビア半島へ遠征し、ワッハーブ王国を滅ぼした（1818年）ほか、ギリシア独立戦争（1821年～1829年）ではオスマン帝国海軍とともにヨーロッパ連合軍と戦ったが敗北した。

## 第一次エジプト・トルコ戦争
ギリシア独立戦争が終結した頃、エジプト太守のムハンマド・アリーがギリシア独立戦争の際の出兵支援の代償としてシリア領有権を宗主国であるオスマン帝国に要求し侵攻、シリアを占領した。近代的でよく訓練されていたエジプト軍は、オスマン帝国軍を圧倒し、オスマン帝国全域を制圧するかに見えた。この事態に際して、オスマン帝国を従属させる政策をとっていたロシアは、オスマン帝国を支援したが、ロシア勢力の地中海への拡大を警戒したイギリス・フランス・オーストリアがオスマン帝国に干渉し、翌年、エジプト＝オスマン帝国を和解させた (キュタヒヤ条約)。
この戦争でムハンマド=アリーはエジプト・シリアの終身統治権を獲得した。一方でロシア帝国はオスマン帝国を支援した代償に1833年に両国間にウンキャル・スケレッシ条約が結ばれ、
- ロシアはオスマン帝国を外敵から保護する
- ロシアが交戦中の場合、オスマン帝国はダーダネルス海峡において全軍艦の通航を封鎖する

ことが締結された。

## 第二次エジプト・トルコ戦争
1839年 、ムハンマド=アリーがエジプト・シリアの世襲統治権を求めてオスマン帝国とエジプトの間に紛争が再発した。同年、オスマン帝国皇帝のマフムト2世が崩御すると、まだ若いアブデュルメジト1世が即位したが、その権力は安定しなかった。このような状況の中、ムハンマド・アリーのエジプト軍は今度もオスマン帝国の軍隊を圧倒した。これを見て、イギリス・フランス・ロシアはオスマン帝国の解体を防ぐために一斉に介入したが、それぞれの基本姿勢は異なり、フランスはいまだにムハンマド・アリーを支持する立場にいた。1840年に列強間で妥協が合意され（ロンドン条約）、エジプトは名目的にはオスマン帝国の宗属関係にとどめおかれたが、エジプト・スーダンにおけるムハンマンド・アリーの世襲支配権（ムハンマド・アリー朝）が認められた。